# Kategoria Superiore 2020/21
Die Kategoria Superiore 2020/21 war die 82. Spielzeit der höchsten albanischen Spielklasse im Männerfußball. Sie sollte ursprünglich am 12. September 2020 beginnen, wurde jedoch verzögert, nachdem die teilnehmenden Klubs beschlossen hatten, den Wettbewerb zu boykottieren. Sie forderten neue Regeln, die ihnen auch trotz Corona-Krise eine Finanzierung ermöglichen. Nach zweimonatlicher Verhandlungen beendeten die Vereine ihren Boykott und einigten sich darauf, die Saison am 4. November 2020 zu beginnen, nachdem Ministerpräsident Edi Rama versprochen hatte, eine Lösung zu finden. 36. und letzter Spieltag war der 26. Mai 2021. Meister wurde der KS Teuta Durrës, während der KF Apolonia Fier und KS Bylis Ballsh abgestiegen sind.
Titelverteidiger war KF Tirana. Aufgestiegen waren KF Apolonia Fier und KS Kastrioti Kruja, die die abgestiegenen Vereine KS Flamurtari Vlora und KS Luftëtari Gjirokastra ersetzten.

## Vereine
| Logo                     | Verein              | Stadt   | Stadion                 |
| ------------------------ | ------------------- | ------- | ----------------------- |
| Logo Skënderbeu Korça    | KF Skënderbeu Korça | Korça   | Skënderbeu-Stadion      |
| Logo Bylis Ballsh        | KS Bylis Ballsh     | Ballsh  | Adush-Muça-Stadion      |
| Logo Partizani Tirana    | FK Partizani Tirana | Tirana  | Selman-Stërmasi-Stadion |
| Logo KF Tirana           | KF Tirana           | Tirana  | Selman-Stërmasi-Stadion |
| Logo Kukësi              | FK Kukësi           | Kukës   | Zeqir-Ymeri-Stadion     |
| Logo Kastrioti Kruja     | KS Kastrioti Kruja  | Kruja   | Redi-Maloku-Stadion     |
| Logo Teuta Durrës        | KS Teuta Durrës     | Durrës  | Niko-Dovana-Stadion     |
|                          | KF Apolonia Fier    | Fier    | Loni-Papuçiu-Stadion    |
| Logo Laçi                | KF Laçi             | Laç     | Laç-Stadion             |
| Logo FK Vllaznia Shkodra | KS Vllaznia Shkodra | Shkodra | Loro-Boriçi-Stadion     |

## Abschlusstabelle
| Pl. | Verein                 | Sp. | S  | U  | N  | Tore    | Diff. | Punkte |
| --- | ---------------------- | --- | -- | -- | -- | ------- | ----- | ------ |
| 1.  | KS Teuta Durrës (P)    | 36  | 17 | 15 | 4  | 042:160 | +26   | 66     |
| 2.  | KS Vllaznia Shkodra    | 36  | 19 | 9  | 8  | 044:220 | +22   | 66     |
| 3.  | FK Partizani Tirana    | 36  | 17 | 14 | 5  | 053:230 | +30   | 65     |
| 4.  | KF Laçi 2              | 36  | 16 | 13 | 7  | 041:260 | +15   | 61     |
| 5.  | KF Tirana (M)          | 36  | 15 | 13 | 8  | 041:260 | +15   | 58     |
| 6.  | FK Kukësi              | 36  | 13 | 6  | 17 | 047:480 | −1    | 45     |
| 7.  | KF Skënderbeu Korça 1  | 36  | 9  | 10 | 17 | 034:550 | −21   | 37     |
| 8.  | KS Kastrioti Kruja (N) | 36  | 8  | 11 | 17 | 026:440 | −18   | 35     |
| 9.  | KS Bylis Ballsh        | 36  | 7  | 10 | 19 | 028:510 | −23   | 31     |
| 10. | KF Apolonia Fier (N)   | 36  | 4  | 9  | 23 | 022:670 | −45   | 21     |

Platzierungskriterien: 1. Punkte – 2. Direkter Vergleich (Punkte, Tordifferenz, geschossene Tore) – 3. Tordifferenz – 4. geschossene Tore

| (M) | amtierender albanischer Meister     |
| (P) | amtierender albanischer Pokalsieger |
| (N) | Neuaufsteiger                       |

## Kreuztabelle
| Spieltage 1–18      | KS Teuta Durrës | KF Vllaznia Shkodra | FK Partizani Tirana | KF Laçi | KF Tirana | FK Kukësi | KF Skënderbeu Korça | KS Kastrioti Kruja | KS Bylis Ballsh | KF Apolonia Fier |
| ------------------- | --------------- | ------------------- | ------------------- | ------- | --------- | --------- | ------------------- | ------------------ | --------------- | ---------------- |
| KS Teuta Durrës     |                 | 0:0                 | 1:1                 | 1:1     | 1:1       | 0:0       | 1:1                 | 1:1                | 2:0             | 1:0              |
| KF Vllaznia Shkodra | 1:0             |                     | 1:0                 | 1:2     | 3:2       | 2:4       | 5:1                 | 0:0                | 1:0             | 2:0              |
| FK Partizani Tirana | 0:0             | 0:0                 |                     | 0:0     | 1:0       | 4:1       | 4:0                 | 2:0                | 0:0             | 1:1              |
| KF Laçi             | 1:0             | 1:0                 | 3:2                 |         | 0:1       | 3:2       | 1:1                 | 1:1                | 2:0             | 6:1              |
| KF Tirana           | 0:1             | 1:1                 | 0:0                 | 0:1     |           | 2:0       | 2:0                 | 2:1                | 0:0             | 3:0              |
| FK Kukësi           | 0:3             | 0:1                 | 0:2                 | 1:0     | 0:0       |           | 3:1                 | 0:1                | 2:1             | 1:0              |
| Skënderbeu Korça    | 1:3             | 0:2                 | 1:2                 | 1:1     | 1:1       | 0:4       |                     | 1:2                | 4:3             | 1:1              |
| KS Kastrioti Kruja  | 0:1             | 0:3                 | 2:1                 | 1:0     | 1:1       | 1:0       | 2:2                 |                    | 1:0             | 1:1              |
| KS Bylis Ballsh     | 0:0             | 0:1                 | 1:2                 | 1:1     | 0:0       | 0:3       | 0:2                 | 2:1                |                 | 3:1              |
| KF Apolonia Fier    | 0:1             | 0:1                 | 0:3                 | 1:0     | 0:1       | 1:3       | 1:0                 | 2:1                | 2:2             |                  |

| Spieltage 19–36     | KS Teuta Durrës | KF Vllaznia Shkodra | FK Partizani Tirana | KF Laçi | KF Tirana | FK Kukësi | KF Skënderbeu Korça | KS Kastrioti Kruja | KS Bylis Ballsh | KF Apolonia Fier |
| ------------------- | --------------- | ------------------- | ------------------- | ------- | --------- | --------- | ------------------- | ------------------ | --------------- | ---------------- |
| KS Teuta Durrës     |                 | 1:0                 | 0:1                 | 1:0     | 0:2       | 2:2       | 2:0                 | 0:0                | 4:0             | 6:1              |
| KF Vllaznia Shkodra | 0:0             |                     | 0:0                 | 2:0     | 1:2       | 0:0       | 2:1                 | 1:0                | 1:2             | 1:0              |
| FK Partizani Tirana | 0:0             | 0:1                 |                     | 1:1     | 0:0       | 4:0       | 0:1                 | 3:1                | 3:0             | 1:0              |
| KF Laçi             | 0:0             | 0:0                 | 2:2                 |         | 1:2       | 2:0       | 0:0                 | 1:0                | 2:1             | 1:1              |
| KF Tirana           | 0:1             | 1:0                 | 1:2                 | 0:1     |           | 0:2       | 3:1                 | 1:0                | 2:0             | 5:2              |
| FK Kukësi           | 0:2             | 3:1                 | 1:2                 | 1:2     | 2:2       |           | 0:1                 | 1:2                | 2:1             | 1:1              |
| Skënderbeu Korça    | 0:1             | 1:1                 | 1:1                 | 0:2     | 0:0       | 2:1       |                     | 0:1                | 2:1             | 2:0              |
| KS Kastrioti Kruja  | 1:2             | 0:1                 | 0:3                 | 0:0     | 1:2       | 0:3       | 0:2                 |                    | 1:1             | 0:0              |
| KS Bylis Ballsh     | 1:1             | 0:1                 | 2:4                 | 0:1     | 0:0       | 2:1       | 1:0                 | 1:1                |                 | 1:0              |
| KF Apolonia Fier    | 0:2             | 0:6                 | 1:1                 | 0:1     | 1:1       | 0:3       | 1:2                 | 2:1                | 0:1             |                  |

## Relegation
| Datum        |                    | Ergebnis |                 |
| ------------ | ------------------ | -------- | --------------- |
| 30. Mai 2021 | KS Kastrioti Kruja | 2:1      | FK Tomori Berat |

## Torschützenliste
| Pl. | Name                | Mannschaft          | Tore |
| --- | ------------------- | ------------------- | ---- |
| 01. | Dejvi Bregu         | Teuta Durrës        | 16   |
| 02. | Agim Ibraimi        | FK Kukësi           | 15   |
| 02. | Patrick Friday Eze  | FK Kukësi           | 15   |
| 04. | Ardit Hoxhaj        | KS Vllaznia Shkodra | 12   |
| 05. | Haris Dilaver       | KS Vllaznia Shkodra | 11   |
| 06. | Beji Anthony        | KS Bylis Ballsh     | 10   |
| 06. | Devid Santana Silva | KS Kastrioti Kruja  | 10   |
| 06. | Lorenco Vila        | KS Teuta Durrës     | 10   |

## Höchstwerte der Saison
- Der höchste Sieg war mit sechs Toren Differenz:

das 0:6 von KF Apolonia Fier gegen den KS Vllaznia Shkodra am 28. Spieltag;
- Die torreichsten Remis waren mit 4 Toren

das 2:2 des KF Apolonia Fier gegen den KS Bylis Ballsh am 2. Spieltag;

das 2:2 des KS Kastrioti Kruja gegen den KF Skënderbeu Korça am 13. Spieltag;

das 2:2 des KS Teuta Durrës gegen den FK Kukësi am 21. Spieltag;

das 2:2 des FK Kukësi gegen den KF Tirana am 28. Spieltag;

das 2:2 des KF Laçi gegen den FK Partizani Tirana am 30. Spieltag.
- Der torreichster Spieltag war mit 22 Toren der 36. und letzte Spieltag